# Savalou
Savalou je grad u Beninu, glavni grad departmana Collines. Nalazi se 35 km istočno od togoanske granice. Ovo područje ima dva razdoblja monsuna, od ožujka do lipnja i od rujna do studenog.
Prema popisu iz 2002. godine, Savalou je imao 28.952 stanovnika.

## Vanjske poveznice
- Neslužbena stranica  Arhivirana inačica izvorne stranice od 19. listopada 2008. (Wayback Machine) (fr.)

### Ostali projekti
|  | Zajednički poslužitelj ima još gradiva o temi Savalou |